# Kristian Thorstvedt
Kristian Thorstvedt (* 13. März 1999 in Stavanger) ist ein norwegischer Fußballspieler, der seit Juli 2022 beim italienischen Erstligisten US Sassuolo Calcio unter Vertrag steht. Er ist seit November 2020 norwegischer Nationalspieler.

## Karriere

### Verein
Thorstvedt begann mit dem Fußballspielen in seiner Heimatstadt bei Viking Stavanger, bevor er mit seiner Familie im Jahr 2013 nach Ostnorwegen zog und dort dann in der Nachwuchsabteilung Stabæk Fotballs spielte. Dort spielte er in diversen Juniorenmannschaften und machte mit guten Leistungen auf sich aufmerksam. Zur Saison 2018 zog es ihn zurück zu Viking, wo er einen 1-1/2-Jahres-Vertrag unterzeichnete und sofort in der ersten Mannschaft eingeplant war.
Sein Pflichtspieldebüt für den Zweitligisten bestritt er am 10. April (2. Spieltag) bei der 0:2-Heimniederlage gegen den Mjøndalen IF, bei der er in der Halbzeitpause für Jordan Hallam eingewechselt wurde. Bereits in seinem dritten Einsatz zwei Wochen später konnte er beim 4:0-Heimsieg gegen Åsane Fotball sein erstes Tor erzielen. In der Folge etablierte er sich als unumstrittener Stammspieler unter Cheftrainer Bjarne Berntsen. Sein erster Doppelpack gelang ihm beim 6:1-Auswärtssieg gegen den Strømmen IF am 1. Juli (15. Spieltag). Bis zum Ende der Spielzeit hatte er in 24 Ligaspielen neun Tore erzielt und vier weitere Treffer vorbereitet. Mit Viking feierte er den Meistertitel in der zweitklassigen OBOS-ligaen und stieg in die erstklassige Eliteserien auf.
Auch in der höchsten norwegischen Spielklasse war er weiterhin Teil der Startformation und erzielte am 7. April (2. Spieltag) beim 2:0-Auswärtssieg gegen Tromsø IL beide Tore seiner Mannschaft. Die Saison 2019 beendete er mit zehn Toren und drei Vorlagen in 26 Einsätzen.
Zum Jahreswechsel 2019/20 wechselte Kristian Thorstvedt zum belgischen Erstdivisionär KRC Genk und unterschrieb dort einen Vertrag bis Sommer 2023. Bereits in seinem ersten Spiel für seinen neuen Verein, dem 3:0-Auswärtssieg gegen den SV Zulte Waregem am 19. Januar 2020 (22. Spieltag), erzielte er seinen ersten Treffer. Aufgrund des Abbruchs der Ligameisterschaft 2019/20 infolge der COVID-19-Pandemie kam er nur in acht Ligaspielen für seinen neuen Verein zum Einsatz, in denen ihm ein Torerfolg gelang. In der Saison 2020/21 bestritt er 30 von 40 möglichen Ligaspielen für Genk, in denen er sieben Tore schoss, sowie vier Pokalspiele, die mit dem Pokalsieg für Genk endeten, mit zwei Toren. In der nächsten Saison waren es 35 von 40 möglichen Ligaspielen mit sechs Toren, zwei Pokalspiele mit einem Tor und acht Spiele im Europapokal.
Mitte Juli 2022 wechselte er zum italienischen Erstligisten US Sassuolo Calcio, bei dem er einen Vertrag bis 2027 unterschrieb.

### Nationalmannschaft
Thorstvedt nahm im Jahr 2019 mit der norwegischen U20-Nationalmannschaft an der U20-Weltmeisterschaft 2019 in Polen teil, wo er alle drei Gruppenspiele bestritt. Beim 12:0-Sieg gegen Honduras U20 bereitete er zwei Treffer vor.
Von September 2019 bis Oktober 2020 war er U21-Nationalspieler. Sein erstes Länderspiel für die A-Nationalmannschaft bestritt er am 18. November 2020 beim Spiel der Nations League gegen Österreich.

## Erfolge
- Norwegischer Pokalsieger: 2019
- Belgischer Pokalsieger: 2020/21
- Italienischer Zweitligameister: 2024/25

## Privates
Kristian Thorstvedt ist der Sohn des ehemaligen Torwarts Erik, der in den 90er Jahren bei Tottenham Hotspur in der Premier League spielte. Zwischen 1982 und 1996 kam er zu 97 Länderspielen in der norwegischen Nationalmannschaft und ist dort damit aktuell der Spieler mit den viertmeisten Einsätzen.